# Angels Wars
Angel Wars (traducido al español como Los Ángeles Guerreros) es una serie animada de acción y aventura de TeleStoryTOONS y CMG EMI y, más recientemente, de la Twentieth Century Fox. Desde su introducción a finales de 2004, la popular serie se ha distinguido por la presentación de argumentos afirmados con la fe cristiana a través de animación en 3D facilitada por la sede en los estudios de Los Ángeles Backyard Digital Studios, con la participación de espectadores con los personajes e historias inspiradoras imaginativa en la tradición judeocristiana de JRR Tolkien y C. S. Lewis.
Oficialmente, fue llamado "La Guerra de Ángeles: Fuerza Guardián", esta serie de películas CGI es una historia basada en la guerra del bien contra el mal. La película está destinada a los espectadores de 6 años en adelante. Los protagonistas son los ángeles que la Biblia relata. La serie es una salida de la versión tradicional de los ángeles, como previsto por Gustave Dore, los ángeles vestidos casi mech blindados de esta serie poseen vehículos y armamento inspirado en un ambiente futurista. 
El Grupo de Guardianes, encabezados por el arcángel Miguel, son informados por el Creador invisible, a bordo de un dirigible llamado Los Siete. Salen extendiendo sus alas y vuelan hacia la Tierra donde batallan contra los ángeles caídos que buscan corromper a la humanidad. Los aspirantes a ángeles (Anawim) deben realizar misiones de reconocimiento para  ganar sus alas. Los ángeles y demonios (Morg) son invisibles para el ojo humano, tal como existen en el plano espiritual real, a menos que tomen forma humana. Sin embargo, los ángeles pueden afectar el mundo físico con el fin de salvar a los seres humanos milagrosamente del peligro. 

## Creador
Chris Waters, es originario de Sydney, Australia, se crió en un hogar cristiano. Chris (6), su hermana (4) y sus padres se fueron de Australia hacia Los Ángeles. Después de cuatro años en los Estados Unidos, el padre de Chris se mudó de vuelta a Australia. Varios años después su madre volvió a casarse y la familia se estableció en el sur de California. 
Después de algunos años Chris se casa y forma su familia luego se trasladó a Virginia Beach después de esto  Chris pudo asistir a la Universidad Regent. Mientras trabajaba en su tesis, desarrollada Chris' Angel Wars. 
"Me di cuenta que había toda una generación de niños que no entienden la salvación y que desconocen que la salvación está disponible para ellos. Ellos necesitan saber que pueden participar en la batalla real -La batalla espiritual que nos enfrentamos todos los días, sin tener que caminar con miedo". - Chris Waters 
Para la serie de estilo visual, Chris mencionó que él y sus socios estaban en Backyard Entertainment se inspiraron en las técnicas de estilización en los mangas y el Anime.

## DVD

### Angel Wars Episodio 1
"About Face" - Eli y Kira, dos miembros más jóvenes de la Fuerza Guardián debe crecer en un apuro cuando su primera misión a la tierra toma un desvío, enfrentándolos a Morg, un enemigo mortal olvidado, pero duradera. En una carrera contra el tiempo, los Guardianes deben descubrir la fuente del poder de Morg, vencer a sus astutos lacayos, y detener la ruina de una vida mortal, al mismo tiempo que aprender a trabajar juntos. 
- Video: Sanctus Real "Everything About You"; Falling Up "corazón roto"; Kutless "No depende de lo que ves"
- Canciones: Sanctus Real "Alone"; Newsboys "Ángeles Entretenidos";
- Fecha de salida: 28 de octubre de 2004
- DVD en tiempo de ejecución: 60 min.
- Episodio tiempo de ejecución: 33 min.

### Angel Wars Episodio 2
"Blue Moon" - Con cada uno de los Guardianes que realicen sus tareas, Morg se mueve rápidamente a su base escondite donde se prepara para desatar un golpe devastador contra la humanidad con un misil. Conectados por la providencia, la Fuerza Guardián debe descubrir los secretos de su viejo enemigo y detenerlo antes de la tierra cambiiiaaa para siempre. [6] 
Video: TobyMac "Gone" 
4th Avenue Jones "Mi Stereo" 
GRITS "Curvas Golpear" 
Fecha de salida: 30 de agosto de 2005 
DVD en tiempo de ejecución: 108 min. 
Episodio tiempo de ejecución: 38 min. 
Cómo dibujar Angel Wars 
Fecha de salida: 22 de noviembre de 2005 
DVD en tiempo de ejecución: 120 min. 
- Angel Wars Episodio 3

"Gracia y Gloria" - Con su rehén ángel en el remolque, el arcángel Miguel en su cola, y una piedra simbiótica tomar el control de su cuerpo, el demonio Morg huye a los infiernos donde rápidamente se establece una nueva base de operaciones. Alimentación fuera el orgullo del demonio, la piedra simbionte transforma lentamente Morg en una bestia devoradora (teniendo un parecido con The Incredible Hulk) con el poder de amenazar tanto el Cielo y la Tierra. Frente a situaciones imposibles, le toca a Michael y la Fuerza Guardian para probar el viejo proverbio de verdad: que el orgullo viene antes de la caída. 
Vídeo: Nelson Gavilán "Lo único que tenemos" 
Sanctus Real "I'm Not Alright" 
Kutless "Shut Me Out" 
Canciones: Sanctus Real "El rostro del amor" 
Fecha de salida: 26 de septiembre de 2006 
Episodio tiempo de ejecución: 33 min. 
- Angel Wars Episodio 4

"Los Mensajeros" - 5 historias en un solo DVD: 
Algunos consejos 
Un motivo para discutir 
Ten cuidado con lo que deseas 
Pegarse 
Devolver al remitente 
DVD en tiempo de ejecución: 89 min.

## Personajes
| Name     | Color       | Rank      | Wingspan    | Height  | Weight  | Vehicle    | Weapon     | Actor/Actress | Voces en Español |
| -------- | ----------- | --------- | ----------- | ------- | ------- | ---------- | ---------- | ------------- | ---------------- |
| Michael  | Gold/Yellow | Archangel | 16 cubits   | 6ft 6in | 210 lbs | The Seven  | Sword      | Dave Thomas   | Marcos Witt      |
| Arrianna | Pink/Purple | Guardian  | 13.5 cubits | 6ft 1in | 140 lbs | Wings      | Spear      | M.J. Muldoon  | Maria del Sol    |
| Paladin  | Blue        | Guardian  | 14.5 cubits | 6ft 4in | 230 lbs | Flycycle   | Starblades | Doug Stone    | Pablo Olivares   |
| Swift    | Orange/Gold | Guardian  | 20 cubits   | 7ft 3in | 350 lbs | Tank       | Hammer     | John Daniels  | Coalo Zamorano   |
| Eli      | Gold/Yellow | Anawim    | N/A         | 5ft 9in | 150 lbs | Wing Board | Sword      | Justin Moran  | Alex Campos      |
| Kira     | Green       | Anawim    | N/A         | 5ft 6in | 110 lbs | Wing Board | Crossbow   | Nanci Johnson | Lali Torres      |